# Il castello delle cerimonie
Il castello delle cerimonie (precedentemente Il boss delle cerimonie) è un reality italiano, in onda da gennaio 2014 su Real Time ambientato nel Grand Hotel La Sonrisa di Sant'Antonio Abate.
Nel corso del programma i proprietari e protagonisti sono stati interessati da alcuni procedimenti giudiziari e controversie, rispetto ai temi di lottizzazione abusiva

## Programma

Logo de "Il boss delle cerimonie"

### Il boss delle cerimonie
La prima edizione del programma è andata in onda nel gennaio 2014.
La seconda edizione è in onda con ripetizione settimanale dal 19 ottobre sempre del 2014. La sigla del programma è una canzone neomelodica del 2008 dal titolo Nu matrimonio napulitano cantata da Daniele Bianco.
Dopo la terza edizione del programma, andata in onda dall'11 settembre 2015, la quarta è stata trasmessa dal 16 settembre 2016, sempre su Real Time. Tra le novità di questa edizione c'era l'aggiunta del nipote Antonio Jr. (il nipote che ha accompagnato don Antonio a New York nella terza stagione) allo staff dell'Hotel e la visita da parte di Benedetta Parodi e i concorrenti di Bake Off Italia per la preparazione di una torta nuziale a La Sonrisa.

### Morte del boss
Antonio Polese è morto il 1º dicembre 2016 all'età di 80 anni, presso la Clinica "Pineta Grande" di Castelvolturno a causa dello scompenso cardiaco di cui soffriva da ottobre e per il quale era stato ricoverato a Castellammare di Stabia. La camera ardente è stata allestita nella "Sala Reale" dello stesso castello mentre in altre sale era contemporaneamente in corso il ricevimento per un matrimonio.
Alcuni episodi della quinta edizione già girati sono stati trasmessi durante la primavera del 2017.
La moglie, Rita Greco Polese, è successivamente morta anche lei all’età di 80 anni il 26 agosto 2020, all'ospedale Cotugno di Napoli, a causa di complicazioni dovute al contagio da Coronavirus.

### Conduzione successiva
L'eredità di conduzione dopo la morte del Boss passa alla figlia Imma Polese, coniugata Giordano.
Dal 6 ottobre 2017 è andata in onda la sesta edizione del programma che, in seguito alla morte di Antonio Polese, cambia il titolo ne Il castello delle cerimonie.
Nel 2020, nel pieno dell'emergenza COVID, Imma Polese e il marito sono stati ospiti di Maurizio Costanzo, presentatore del Maurizio Costanzo Show.

## Svolgimento del programma
Le puntate del programma vedono protagonista il Boss delle cerimonie, ovvero Antonio Polese (e in seguito Imma), proprietario del Grand Hotel La Sonrisa di Sant'Antonio Abate, dove organizza matrimoni sfarzosi.
Dalla seconda edizione vengono trattate anche cerimonie diverse dal matrimonio, come festeggiamenti per compleanni, comunioni, battesimi e altro.

## Location
(Matteo Giordano, intervista a Vero)
Le cerimonie si svolgono nel lussuoso Grand Hotel La Sonrisa situato a Sant'Antonio Abate. L'hotel è conosciuto con il nome Il castello per via dell'imponenza della struttura in stile barocco negli arredi, nelle decorazioni, nella tappezzeria. Si estende su circa 5 ettari di superficie e aveva nel 2014 un centinaio di dipendenti.
Originariamente una villa del Settecento, vi sono stati ricavati sale per ricevimenti e per congressi, ristorante, piscina, cucine, depositi, fontane ornamentali e, secondo i deputati Gennaro Migliore e Arturo Scotto che ne trattarono in una apposita interrogazione, "persino un eliporto".
Malgrado reiterate confusioni sulla stampa, favorite dalla contemporaneità degli accadimenti e da alcune ipotesi di collusione per le quali risulta condannato lo stesso Antonio Polese, non si tratta del castello in Ottaviano nel quale Raffaele Cutolo, boss della camorra, progettava di andare a risiedere, ed è dunque un fabbricato distinto e diverso.
Nel 2012 il regista Matteo Garrone vi ambientò le scene iniziali del suo film Reality.

## Controversie e procedimenti giudiziari
Nel corso del programma i proprietari e protagonisti sono stati interessati da alcuni procedimenti giudiziari e controversie, rispetto ai temi di abuso edilizio e inchieste su presunti rapporti con la mafia campana.

### Procedimenti giudiziari per abuso edilizio
Nel 2011 si è avuto il sequestro del bene da parte del Tribunale di Torre Annunziata, a seguito di una perizia che indicava come, da un originario fabbricato rurale, dal 1989 al 2011 si fossero compiuti abusi edilizi tali da comportale lo "stravolgimento urbanistico dell'area"; nel 2010 era già stata eseguita la demolizione di un piano sopraelevato abusivo, composto da dieci camere distribuite su di una mansarda e un torrino. L'abuso comprendeva, secondo il Tribunale, la lottizzazione di un'area di oltre 40 mila metri quadrati. Il decreto di sequestro giudiziario afferma:
(Estratto dal decreto di sequestro giudiziario - da fonti di stampa)
Il riferimento alle trasmissioni televisive riguarda principalmente il programma della Rai sul festival Napoli prima e dopo, la cui location fu spostata a seguito del sequestro; secondo fonti di stampa avrebbero preso parte artisti noti fra i quali Gigi D'Alessio, Lola Ponce, Al Bano, Amii Stewart, Fausto Leali, Luisa Corna, Peppino di Capri, Sal Da Vinci, Sophia Loren, Raoul Bova, Nancy Brilli, Caterina Balivo, Ornella Vanoni, Nino D'Angelo, Anna Tatangelo, Orietta Berti, Lucio Dalla.
Nel novembre 2016 vengono quindi confiscati i terreni e l'intero complesso ricettivo. La moglie e il fratello di Antonio, rispettivamente denominati Rita Greco e Agostino Polese, sono stati condannati a un anno di reclusione. Il 15 febbraio 2024 la Corte di cassazione ha certificato l'avvenuta prescrizione di tutti i reati rendendo esecutiva la parte della sentenza che riguarda la confisca degli immobili e dei terreni su cui sorge la struttura ricettiva, venendo acquisiti a patrimonio del Comune di Sant'Antonio Abate. Per quanto riguarda la salvaguardia dei livelli occupazionali dei dipendenti presso la struttura e la registrazione della stagione televisiva 2024, sarà tenuto un iter apposito per consentirne una definizione.

### Inchieste e procedimenti giudiziari sui rapporti con la mafia
(Matteo Giordano, intervista a Vanity Fair)
Dopo la messa in onda della prima puntata de Il boss delle cerimonie, il programma fu accusato sui social network di promuovere un'attività legata alla mafia, in quanto all'interno dell'albergo si svolsero ricevimenti per persone legate alla criminalità organizzata, come i matrimoni tra Marianna Giuliano (figlia di Luigi) e Michele Mazzarella (dell'omonimo clan),, o quello tra Gioacchino Fontanella e Maria Carfora, entrambi appartenenti al clan Rosanova-Abagnale di Sant'Antonio Abate. Vi furono episodi in cui le cerimonie celebravano avvenimenti riguardanti famiglie di noti pluri-pregiudicati che ne assurgevano a protagonisti.

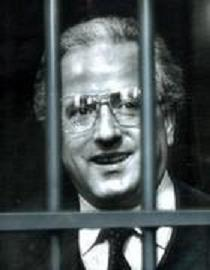
Le vicende di Raffaele Cutolo a più riprese paiono intrecciarsi con quelle di Tobia Polese (noto Antonio), figura di riferimento dell'albergo-ristorante dov'è ambientato il programma

Il 14 gennaio 2014 si ebbe la pubblicazione di un'inchiesta sulla testata web Retenews24 che associava Tobia Antonio Polese alla camorra di Raffaele Cutolo, sulla base di una sentenza definitiva di condanna del 1987 dove si affermava la penale responsabilità del medesimo per Favoreggiamento personale in favore di Cutolo. Il disvelamento della circostanza ebbe fra le sue conseguenze l'invio, da parte di Polese, di minacce al giornalista Claudio Pappaianni, che per l'Espresso aveva ripreso la notizia nel mese successivo, atto intimidatorio che fu reso oggetto anche di una interrogazione parlamentare della deputata Pina Picierno. Parallelamente fu avviata una querela da parte di Polese contro i deputati Migliore e Scotto, accusati di diffamazione per il contenuto di una loro interrogazione parlamentare che lo riguardava; la querela fu archiviata nel 2016 poiché il fatto «rientra in diritto di cronaca e di critica».
Successivamente all'operazioni di polizia contro la 'ndrangheta che portarono all'arresto di Adolfo Greco nel 2018 per estorsione aggravata e associazione mafiosa, per la realizzazione di un grande intervento finanziario immobiliare per la riqualificazione dell’ex area Cirio di Castellammare di Stabia, il "boss" del programma Tobia Antonio Polese, scomparso qualche anno prima, fu identificato come uno dei prestanome del boss della Nuova Camorra Organizzata Raffaele Cutolo nell’acquisto del Castello Mediceo di Ottaviano; nel complesso di queste attività, La Sonrisa figurava anche aver ospitato incontri fra politici di rilievo e personaggi di meno splendente immagine. I rapporti fra Greco e Polese non si limitavano alla condivisione corrente della titolarità della società "Polgre Europa 2000", ormai proprietaria dell’ex area Cirio, ma risalivano a quando, con l’immobiliare "Il Castello", insieme avevano procurato a Cutolo l'acquisto del castello di Ottaviano; del resto nella medesima inchiesta ex Cirio Polese era intercettato mentre annunciava di voler recapitare al socio un dono (una bottiglia di nocino) proveniente da Pasquale Cutolo, fratello del boss Raffaele.
Nel corso di alcune intercettazioni tra il 2014 e il 2015, si era acquisita conoscenza che il 2 marzo del 2015 era stata registrata una dazione di cinquantamila euro in contanti da parte di Adolfo Greco a Tobia Antonio Polese per gli «affari illeciti realizzati attraverso la società Mia Latte Srl con la complicità» di quest'ultimo. Polese venne inoltre intercettato in alcune telefonate nel corso del procedimento per la confisca di Euromilk, effettuate da Greco per l'organizzazione di un battesimo per il figlio di Filippo Capaldo, a sua volta figlio del mafioso Michele Zagaria dei Casalesi, da tenere in hotel, chiedendone la massima riservatezza e gratuità del servizio. E ancora, da altre intercettazioni sempre a margine della vicende delle aree stabiesi ex Cirio, si apprendeva di ipotesi di progetti corruttivi diretti ai funzionari ASL che avevano sottoposto a controlli il castello.

## La messa in onda fuori dall'Italia
Il programma viene trasmesso anche fuori dall'Italia. La prima nazione ad averlo trasmesso è stata l'Inghilterra, sul canale TLC e con il nome My Crazy Italian Wedding. Va in onda in oltre 20 paesi, dalla Gran Bretagna alla Germania, ma anche in Polonia e Argentina, nonché in Russia e Ucraina.

## Edizioni
| Edizione | Titolo del programma        | Conduzione     | Puntate | Periodo           | Periodo          | Rete      |
| Edizione | Titolo del programma        | Conduzione     | Puntate | Inizio            | Fine             | Rete      |
| -------- | --------------------------- | -------------- | ------- | ----------------- | ---------------- | --------- |
| 1ª       | Il boss delle cerimonie     | Antonio Polese | 6       | 5 gennaio 2014    | 9 febbraio 2014  | Real Time |
| 2ª       | Il boss delle cerimonie     | Antonio Polese | 8       | 19 ottobre 2014   | 7 dicembre 2014  | Real Time |
| 3ª       | Il boss delle cerimonie     | Antonio Polese | 11      | 11 settembre 2015 | 20 novembre 2015 | Real Time |
| 4ª       | Il boss delle cerimonie     | Antonio Polese | 10      | 16 settembre 2016 | 18 novembre 2016 | Real Time |
| 5ª       | Il boss delle cerimonie     | Antonio Polese | 9       | 24 marzo 2017     | 17 maggio 2017   | Real Time |
| 6ª       | Il castello delle cerimonie | Imma Polese    | 10      | 6 ottobre 2017    | 8 dicembre 2017  | Real Time |
| 7ª       | Il castello delle cerimonie | Imma Polese    | 15      | 31 agosto 2018    | 7 dicembre 2018  | Real Time |
| 8ª       | Il castello delle cerimonie | Imma Polese    | 15      | 30 agosto 2019    | 6 dicembre 2019  | Real Time |
| 9ª       | Il castello delle cerimonie | Imma Polese    | 8       | 4 settembre 2020  | 4 dicembre 2020  | Real Time |
| 10ª      | Il castello delle cerimonie | Imma Polese    | 16      | 3 settembre 2021  | 17 dicembre 2021 | Real Time |
| 11ª      | Il castello delle cerimonie | Imma Polese    | 15      | 2 settembre 2022  | 9 dicembre 2022  | Real Time |
| 12ª      | Il castello delle cerimonie | Imma Polese    | 15      | 8 settembre 2023  | 8 dicembre 2023  | Real Time |
| 13ª      | Il castello delle cerimonie | Imma Polese    | 4       | 6 settembre 2024  | In corso         | Real Time |

## Accoglienza

### Critica
(Aldo Grasso, Corriere della Sera, 26 febbraio 2024)